# Villa San Carlo (Valgreghentino)
Villa San Carlo è una frazione del comune di Valgreghentino, in provincia di Lecco in Lombardia, Italia. 
È situata sulla sponda destra del fiume Adda sotto il Monte di Brianza.

## Parrocchia di Villa San Carlo

### Origini
Compare per la prima volta in un testamento del 4 marzo 1630, nel quale un certo Bernardino Bianchi di Villa comunica di voler lasciare 20 lire imperiali affinché un cappellano celebrasse una messa nella chiesa di San Carlo durante il giorno dedicato a questo santo.
Non è nota la data della costruzione dell'antica chiesa di Villa San Carlo; la tradizione la fa risalire alla fine del Cinquecento, dopo la peste di S. Carlo (1576-1577). Sull'architrave del portone principale della chiesa si legge la seguente iscrizione in latino: D.S.CAROLO AR. po.
Inoltre è citata all'interno di un documento custodito presso l'Archivio Prepositurale di Olginate del 1644, anno in cui la chiesa, che era stata iniziata nel 1630, non era ancora stata ultimata a causa della povertà della popolazione locale.
Ulteriori documenti testimoniano la presenza di questa chiesa e di un sacerdote, non residente, che a scadenze regolari celebrava la messa anche se anticamente i fedeli del paese si dovevano recare prima a Garlate e poi, dopo il 1574, ad Olginate per sentire la messa.
Colui che diede una svolta importante alla vicenda fu il signor Antonio Rocchi della Parzanella il quale si espresse nel testamento riguardo alla sua volontà di lasciare parte del suo denaro per la costruzione a Villa dell'abitazione del futuro parroco, nella speranza che questa piccola frazione di Olginate possedesse una sua parrocchia.
Alcuni prevosti di Olginate risposero affermativamente di fronte alla richiesta di "semiautonomia" di Villa San Carlo e negativamente rispetto al costo della costruzione e alla poca distanza dalla chiesa di S. Agnese; inoltre era troppo angusta perché venisse eretta a dignità di parrocchiale.

### Verso la costruzione

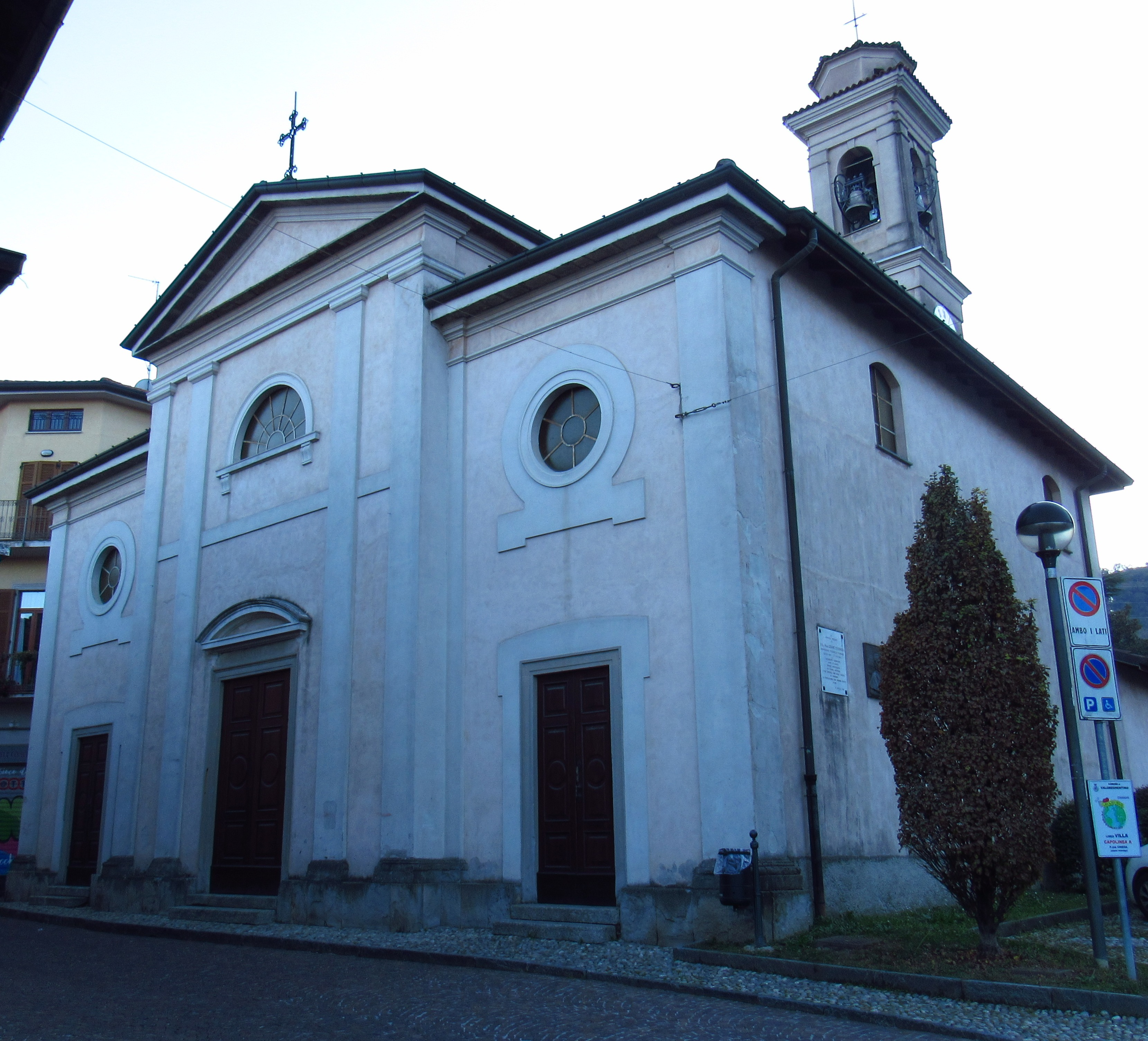
Chiesa vecchia di Villa San Carlo

Vi era la necessità di erigere a Villa San Carlo una Parrocchia autonoma con un parroco titolare. Questa richiesta era giustificata dalla difficoltà per la gente di Villa, in caso di cattivo tempo, di recarsi ad Olginate per assistere alla messa. Il 14 giugno del 1782 il prevosto di Olginate Giovanni Battista Cavalli scrisse al monsignor Gaetano Vismara della Curia Arcivescovile di Milano fornendo una risposta in merito alla supplica degli abitanti di Villa e di Capiate. All'interno di questa lettera il prevosto ricordava che il paese distava dalla chiesa di Olginate soltanto un miglio e mezzo e che la chiesa di San Carlo era sprovvista di battistero e di un cimitero e quindi si sarebbe dovuto provvedere anche a queste necessità. 
In più sorgevano dei problemi rispetto al mantenimento di un futuro parroco e al costo per l'ampliamento dell'Oratorio di San Carlo. Quest'ultimo progetto di ampliamento non era stato accantonato dato che in una lettera del 25 febbraio del 1800 il Conte Abate Ferdinando d'Adda donò un terreno a Villa per ampliare la chiesa di San Carlo, quindi l'ampliamento venne effettuato del 1835.
Inoltre era ancora aperto il problema dell'abitazione del cappellano che risiedeva a Villa in una casa in affitto che aveva due problemi principali: la casa si trovava a Parzanella ed era piuttosto piccola e malandata. Queste parole erano contenute all'interno di una lettera del 1870 che venne scritta da Clemente Gianelli al signor Carlo Gnecchi di Garlate dove chiese a quest'ultimo di donare una somma di denaro per costruire una casa nuova e per ampliare ulteriormente la chiesa di San Carlo. Fra il 1870 e il 1890, quindi, venne costruita la nuova abitazione.

### La nascita della Parrocchia di Villa San Carlo
Il 22 giugno del 1886 arriva a Villa don Satiro Stucchi, giunto in paese con la qualifica di coadiutore del prevosto di Olginate. Immediatamente don Satiro si rese conto che il vecchio Oratorio, per le sue ridotte dimensioni, era ormai inadatto ad accogliere i fedeli, perciò decise di aprire un'asta il 21 maggio del 1889 per affidare i lavori di ampliamento della chiesa al miglior afferente. Tale asta fu vinta dal capomastro Pietro Amigoni di Olginate il quale diede subito inizio ai lavori. Mentre si stava procedendo alla demolizione dei muri dell'edificio sacro vennero trovate delle ossa umane e Don Satiro parlò di quest'avvenimento in un suo manoscritto. All'inizio di novembre del 1889 i lavori di ristrutturazione si conclusero e il giorno 4, dedicato a S. Carlo, ci furono delle feste solenni per la benedizione della chiesa: due luminarie, lo sparo dei mortaretti e la processione con la statua del santo.. Il 17 marzo del 1899 il cardinale Andrea Carlo Ferrari, arcivescovo di Milano e originario di Valgreghentino, mentre era in visita nella pieve di Olginate si fermò presso la chiesa di S.Carlo. Qui svolse un discorso dove fece intendere che non aveva intenzione di erigere una nuova parrocchia e i fedeli di Villa dimostrarono un certo malcontento a differenza della soddisfazione degli olginatesi. L'Arcivescovo, prima di tornare a Milano disse che avrebbe favorito in futuro gli abitanti di Villa.
Nonostante queste parole da parte dell'Arcivescovo, due abitanti di Villa vennero accusati ingiustamente di aver fischiato in una processione dal Priore di Olginate. Questo spinse don Satiro a recarsi a Monza dove tenne un colloquio con l'arcivescovo convincendolo a firmare di decreto di erezione della Parrocchia di Villa San Carlo il 30 settembre 1899, ma solamente il 9 giugno del 1901 venne costituito il territorio della parrocchia di Villa San Carlo, diventando così indipendente da Olginate e dieci giorni dopo don Satiro Stucchi venne nominato primo parroco. Nell'atto di erezione sono citati i confini del territorio della nuova parrocchia che andava dal fiume Adda, comprendendo Capiate e attraverso la via detta 'al Lago', fino al monte chiamato popolarmente 'la Pendegia'. Il parroco di Villa S. Carlo a partire da questo momento avrebbe utilizzato la casa presso la chiesa precedentemente abitata dal coadiutore.
Il 6 luglio 1903, dopo cinque anni di lavori ci fu la benedizione del nuovo cimitero. I lavori erano andati per le lunghe dato che inizialmente si era deciso di costruire un unico cimitero per Valgreghentino e Villa, ma la gente dei due paesi insorse contro questo progetto.

### Furto sacrilego nella chiesa parrocchiale
Il 17 ottobre del 1905, don Satiro si recò a Brentana, suo paese natale. Il mattino seguente il sagrestano entrando nella chiesa notò alcuni segni che lo allarmarono: per esempio il vetro della finestra della sagrestia era rotto, in più mancavano due catenelle d'oro che la statua della Madonna teneva tra le mani, ma soprattutto avevano rubato l'ostia grande consacrata. Questo provocò un gran turbamento al sagrestano che comunicò la notizia a don Satiro, il quale celebrò una messa e dopo la benedizione annunciò il furto ai fedeli. In seguito parte degli oggetti rubati furono ritrovati in un paesino vicino a Crema, ma dei ladri non si seppe nulla.

### Costruzione della nuova chiesa parrocchiale e morte di don Satiro Stucchi

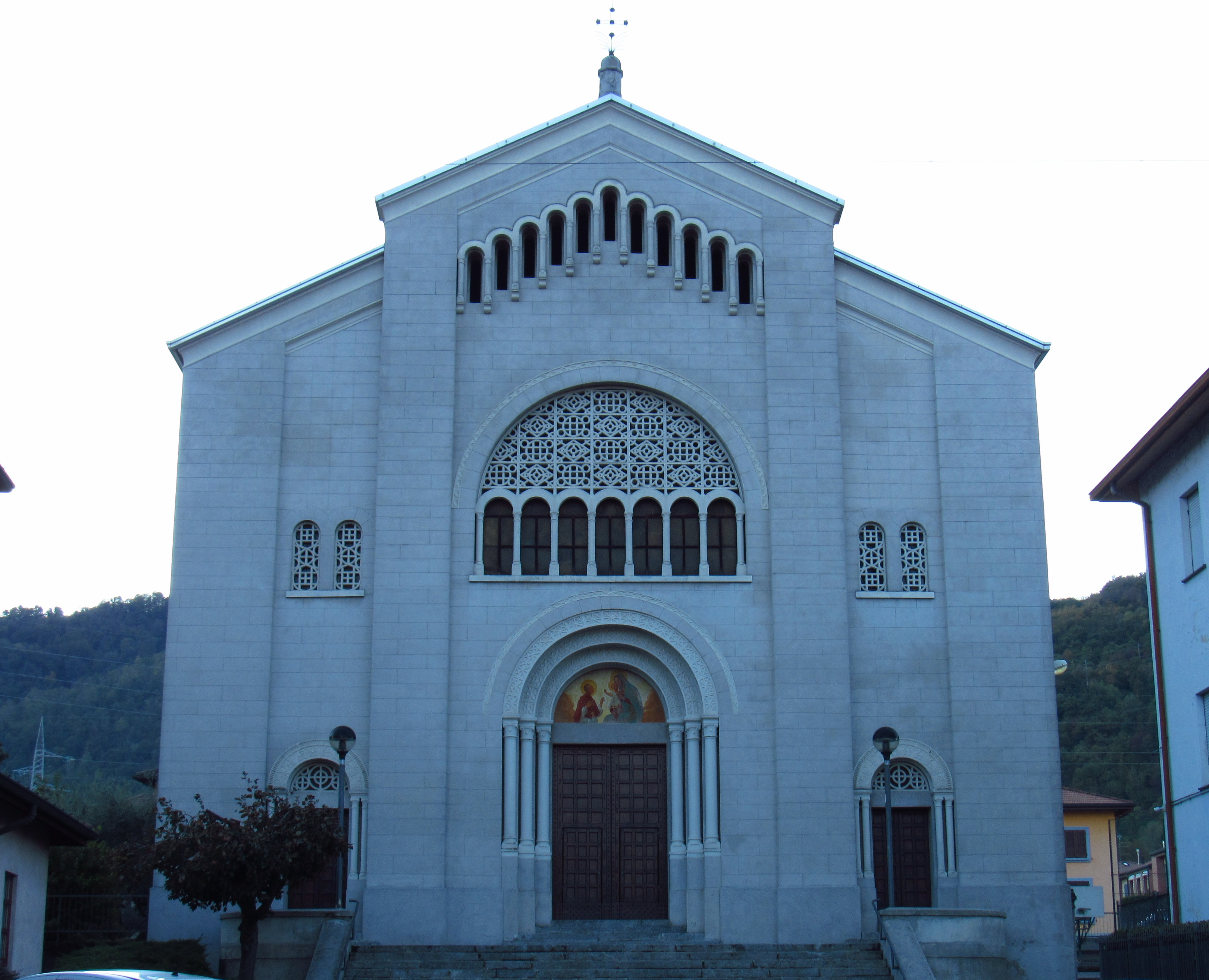
Chiesa parrocchiale di Villa San Carlo

A causa del continuo aumento del numero dei parrocchiani era necessaria la costruzione di una nuova chiesa e il 14 febbraio 1915 l'arcivescovo giunse a Villa San Carlo per posare la prima pietra della nuova chiesa. La costruzione fu possibile grazie ai contributi finanziari e alle offerte dei parrocchiani. Domenica 26 ottobre 1919 il vescovo ausiliare monsignor Giovanni Mauri benedisse la chiesa e monsignor Cesare Orsenigo celebrò la messa.
La notte del 20 agosto 1922 don Satiro morì a 59 anni di età di apoplessia. Tre giorni dopo venne celebrato il funerale e don Costantino de Conturbia in onore di don Satiro scrisse il seguente epitaffio:'Silentium tibi laus'.

### Don Amedeo Airoldi e la guerra
Nato a Rovagnate Brianza il 28 marzo 1877, Amedeo Airoldi studiò a Monza e seguì il corso di teologia a Milano, nel Seminario Maggiore. Il 24 maggio del 1902 fu ordinato sacerdote dal Cardinal Ferrari e venne destinato coadiutore a Induno Olona. Qui rimase fino a quando venne nominato parroco di Villa San Carlo.
Il 28 settembre 1924 venne consacrata la nuova chiesa parrocchiale da monsignor Cesare Orsenigo, delegato dall'Arcivescovo di Milano, il cardinal Eugenio Tosi. A ricordo di questa cerimonia venne murata sulla parete della navata destra della chiesa una lapide con il seguente testo:
TEMPLUM HOC
IN HONOREM SANCTI CAROLI BORROMAEI
FIDELES PAROECIANI
STIPE ULTRO CONLATA
OPERAQUE LIBENTER PRAESTITA
ANNIS 1916-1918 SAEVIENTE BELLO
EREXERUNT
CAESAR ORSENIGO
ARCHIEPISCOPUS TIT. PTOLEMAIDENSIS
NUNTIUS APOSTOLICUS
ANNO 1924 DIE 28 SEPTEMBRIS
MAGNA CONCIVIUM LAETITIA
SACRAVIT.
Nel 1927 don Airoldi decise di procedere all'erezione dell'Oratorio maschile di cui egli sentiva la necessità. Il 22 maggio 1927 iniziano i lavori che termineranno in ottobre. 
Negli anni 40 scoppiò la guerra e anche la gente di Villa era attaccata dalle paure e preoccupazioni causate da alcuni bombardamenti avvenuti il 15 gennaio, il 30 gennaio e il 29 marzo del 1945 sul ponte di ferro sull'Adda, in una località detta "il Lavello".
Il 23 aprile del 1945 avvenne un ultimo bombardamento, questa volta a Parzanella. 
Il 25 aprile ci furono delle sparatorie sulla strada provinciale fra tedeschi in ritirata ed alcuni partigiani. Nei giorni seguenti si udì la notizia della definitiva resa dei tedeschi.

### Monsignor Cesare Orsenigo: personaggio illustre nato a Villa San Carlo
Cesare Orsenigo nacque a Villa San Carlo il 13 dicembre 1873. Studiò a Monza e poi passò ai corsi teologici a Porta Venezia. Venne consacrato sacerdote a Monza il 5 luglio 1896 e l'anno successivo divenne coadiutore di S. Fedele in Milano. Durante i suoi lavori nell'archivio all'Ambrosiana conobbe il prefetto di questa biblioteca, Achille Ratti (futuro papa Pio XI), che lo nominò arcivescovo di Tolemaide in Libia. Successivamente si recò in Germania, fino alla sua morte ad Eichstätt. Venne portato a Villa San Carlo per il funerale, che si svolse il 24 aprile del 1946, ai quali parteciparono i cittadini di tutta la zona.
. La Parrocchia attese con grandissimo dolore il ritorno di monsignor Cesare. Ci furono pellegrinaggi continui da parte di persone che lo avevano conosciuto ed amato. Venne seppellito insieme ai suoi genitori nel cimitero di Olginate.
Nel mese di settembre don Cesare Orsenigo era solito trascorrere lunghi periodi con la famiglia a Villa San Carlo, luogo dove passava le vacanze "quando c'era ancora l'abitudine di farle". Villa San Carlo quindi rappresentò per lui il luogo dei suoi ricordi d'infanzia e degli affetti familiari più intimi. Era innamorato di quel lembo di terra, di quel ramo del lago di Como che passa per la città di Lecco sovrastato dalle montagne, soprattutto le celebri Grigna e Resegone, raccontato anche da Alessandro Manzoni nel suo celebre romanzo I Promessi Sposi. Nel 1924 venne invitato dai parrocchiani di Villa San Carlo alla consacrazione della nuova chiesa.